# (124) Alkeste
(124) Alkeste – planetoida z pasa głównego asteroid okrążająca Słońce w ciągu 4 lat i 96 dni w średniej odległości 2,63 j.a. Została odkryta 23 sierpnia 1872 roku w Clinton położonym w hrabstwie Oneida w stanie Nowy Jork przez Christiana Petersa. Nazwa planetoidy pochodzi od Alkestis, postaci z mitologii greckiej.